# Éndriga
Éndriga es una parroquia del concejo de Somiedo, en el Principado de Asturias (España). Alberga una población de 135 habitantes (INE 2006) en 82 viviendas. Ocupa una extensión de 36,92 km². Está situada a 13,2 km de la capital del concejo. Se celebra la festividad de Sacramento y su templo parroquial está dedicado a San Salvador.

## Entidades de población
- Arbellales (Arbichales)
- Éndriga
- Saliencia

- Datos: Q5376618
- Multimedia: Éndriga / Q5376618